# Gesine Gerhard
Gesine Gerhard (* 1969) ist eine deutsche Historikerin.

## Leben
Sie studierte von 1992 bis 1993 an der Universität von Bologna und Geschichte an der TU Berlin. 2000 promovierte sie in moderner deutscher Geschichte an der University of Iowa. Sie trat 1999 in die Fakultät der University of the Pacific ein, erhielt den Titel eines ordentlichen Professors am Institut für Geschichte und war von 2007 bis 2012 Direktor des Gender Studies-Programms. 
Ihre Forschungsschwerpunkte sind Agrargeschichte und Ernährungspolitik während des Zweiten Weltkriegs und des Nationalsozialismus.

## Schriften (Auswahl)
- Peasants into farmers. Agriculture and democracy in West Germany. 2000, OCLC 148111901.
- Nazi hunger politics. A history of food in the Third Reich. Lanham 2015, ISBN 978-1-4422-2724-8.